# オリンピックのサモア選手団
オリンピックのサモア選手団（オリンピックのサモアせんしゅだん）は、1984年ロサンゼルス大会で初出場。夏季大会ではロサンゼルス大会以降毎回出場している。冬季大会には一度も出場していない。
サモアの国内オリンピック委員会は1983年に西サモアオリンピック委員会として設立。同年、国際オリンピック委員会に承認された。1984年のロサンゼルス大会から1996年のアトランタ大会までは西サモア（Western Samoa）として出場したが、1997年に国名から「西」を除いて「サモア独立国」となったことに伴い選手団・国内委員会とも現在の名称へ変更されている。

## 概要
これまでメダルを獲得した夏季オリンピックは、2008年北京オリンピックのウエイトリフティング女子75kg超級でエレ・オペロゲが獲得した銀メダル1個である。

## メダル獲得数一覧

### 夏季オリンピック
| 大会名                | 金 | 銀 | 銅 | 計 |
| 1984 ロサンゼルス     | 0  | 0  | 0  | 0  |
| 1988 ソウル           | 0  | 0  | 0  | 0  |
| 1992 バルセロナ       | 0  | 0  | 0  | 0  |
| 1996 アトランタ       | 0  | 0  | 0  | 0  |
| 2000 シドニー         | 0  | 0  | 0  | 0  |
| 2004 アテネ           | 0  | 0  | 0  | 0  |
| 2008 北京             | 0  | 1  | 0  | 1  |
| 2012 ロンドン         | 0  | 0  | 0  | 0  |
| 2016 リオデジャネイロ | 0  | 0  | 0  | 0  |
| 2020 東京             | 0  | 0  | 0  | 0  |
| 2024 パリ             | 0  | 0  | 0  | 0  |
| 合計                  | 0  | 1  | 0  | 1  |

### 夏季オリンピック競技別
| 競技                 | 金 | 銀 | 銅 | 計 |
| -------------------- | -- | -- | -- | -- |
| ウエイトリフティング | 0  | 1  | 0  | 1  |
| 計 (競技数: 1)       | 0  | 1  | 0  | 1  |